# ムネミ路
ムネミ路（ハングル: 무네미로）は仁川広域市富平区九山洞から仁川大公園を経る南洞区西昌洞の西昌ジャンクションまで続く往復8~12車線の幹線道路である。

## 歴史
- 1987年7月25日 - 5.915km区間を自動車専用道路に指定[1]
- 1990年12月31日 - 長寿路~京仁国道間道路の着工
- 1995年9月30日 - 道路が開通

## 道路名の由来
この道路の通りすがりに ムネミ村にあるムネミ路が成立した。また、古くはムネミ峠と呼ばれていた。 

### 関連事件
- 日本統治時代の朝鮮に堀浦運河（朝鮮語版）を開設するための時点だった。
- 1930年頃、ここの住民たちは軍事基地の収容により強制追放された。

## 通過する自治体
- 仁川広域市
  - 富平区 - 南洞区

## 交差する道路
- 京仁路（朝鮮語版）
- 仁州大路（朝鮮語版）
- 水仁路（朝鮮語版）
- 白凡路（朝鮮語版）
- 松内大路（朝鮮語版）